# Nogometno Društvo Mura 05
Il Nogometno društvo Mura 05 (it. Associazione calcistica Mura 05), noto come Mura 05, era una società calcistica slovena con sede a Murska Sobota, una località nella regione dell'Oltremura.
Fondato nel 2005, il club è fallito nel 2013 a causa di problemi economici.

## Storia
Il ND Mura 05 viene fondato il 16 giugno 2005. Il club nasce dalla dissoluzione del NK Mura, società che ha disputato molte stagione nella massima serie slovena, ma che è finita in bancarotta nel 2005. Il ND Mura 05 non è legalmente riconosciuto come successore del NK Mura e le statistiche ed i record dei due club sono tenuti separati dalla Federcalcio slovena.
Il Mura 05 conclude la stagione 2010–11 al quarto posto in seconda divisione, dietro ad Aluminij, Interblock e Dravinja. Dato che queste tre squadre rinunciano alla promozione per motivi finanziari, il Mura 05 riceve ed accetta un invito ad iscriversi in 1. SNL. Sebbene il traguardo principale sia la salvezza, il club va oltre ogni aspettativa e termina il campionato al terzo posto, conquistando la qualificazione alla UEFA Europa League per la stagione seguente. Al termine della stagione 2012–13, il club ricade di nuovo in difficoltà economiche e deve cessare l'attività. In città nasce un nuovo club, il NŠ Mura, che utilizza il settore giovanile della vecchia società.

## Stadio
Il club giocava le gare casalinghe allo Stadio Fazanerija, che ha una capacità di 5400 posti.

## Coppe europee
| Stagione | Coppa              | Turno                | Avversario   | Casa | Fuori | Totale    |
| -------- | ------------------ | -------------------- | ------------ | ---- | ----- | --------- |
| 2012–13  | UEFA Europa League | 1º turno preliminare | Baku         | 2–0  | 0–0   | 2–0       |
| 2012–13  | UEFA Europa League | 2º turno preliminare | CSKA Sofia   | 0–0  | 1–1   | 1–1 (gfc) |
| 2012–13  | UEFA Europa League | 3º turno preliminare | Arsenal Kiev | 0–2  | 3–0   | 3–2       |
| 2012–13  | UEFA Europa League | Play-off             | Lazio        | 0–2  | 1–3   | 1–5       |

La gara d'andata fra Arsenal Kiev e Mura 05 terminò 3-0 ma, data la posizione irregolare di Éric Matoukou, la UEFA assegnò la vittoria a tavolino agli sloveni.

## Palmarès

### Competizioni nazionali
- Tretja slovenska nogometna liga: 1

2005–06

### Altri piazzamenti
- Campionato sloveno:

Terzo posto: 2011-12
- Druga slovenska nogometna liga:

Promozione: 2010-11